# Ian Stewart Forrester
Ian Stewart Forrester (* 1945 in Glasgow) ist ein britischer Jurist. Er ist ehemaliger Richter am Gericht der Europäischen Union.

## Leben und Wirken
Forrester studierte an der University of Glasgow. Dort erwarb er 1965 einen Magisterabschluss in Geschichte und englischer Literatur und schloss 1967 sein rechtswissenschaftliches Studium mit dem Erwerb des Bachelor of Laws ab. An der Tulane University erwarb er 1969 einen Master of Comparative Law. 1972 wurde er zur schottischen und 1977 zur New Yorker Anwaltschaft zugelassen. Ab 1988 war Forrester als Kronanwalt tätig und wurde 1996 auch zur Anwaltschaft von England und Wales zugelassen. Ab 1999 trat er auch regelmäßig als Anwalt vor dem Gerichtshof der Europäischen Union auf. 2012 wurde ihm von der Universität Glasgow die Ehrendoktorwürde verliehen. Später fungierte er regelmäßig als Schiedsrichter bei der Internationalen Handelskammer, beim Internationalen Zentrum zur Beilegung von Investitionsstreitigkeiten und beim Internationalen Sportgerichtshof. Am 7. Oktober 2015 wurde Forrester zum Richter am Gericht der Europäischen Union ernannt. Seine eigentlich neunjährige Amtszeit endete vorzeitig am 31. Januar 2020 wegen des Brexits.